# Alessandro Schöpf
Alessandro Schöpf (Umhausen, 7 februari 1994) is een Oostenrijks voetballer die doorgaans als offensieve middenvelder speelt. Hij verruilde FC Nürnberg in januari 2016 voor FC Schalke 04. Schöpf debuteerde in 2016 in het Oostenrijks voetbalelftal.

## Clubcarrière
Schöpf werd op vijftienjarige leeftijd opgenomen in de jeugdopleiding van Bayern München. Hier werd hij in 2012 bij het tweede elftal gehaald. Hij maakte in twee seizoenen 22 doelpunten in 63 wedstrijden voor de reserven. Schöpf tekende in juli 2014 een driejarig contract bij FC Nürnberg. Hiervoor debuteerde hij op 3 augustus 2014 in de 2. Bundesliga, in de openingswedstrijd van het seizoen 2014/15 tegen Erzgebirge Aue. Hij maakte op 29 september 2014 twee doelpunten in een met 3–2 gewonnen thuiswedstrijd tegen FC Kaiserslautern, zijn eerste treffers in een profcompetitie.
Na anderhalf seizoen als basiskracht bij FC Nürnberg tekende Schöpf in januari 2016 een contract tot medio 2019 bij FC Schalke 04. Hiervoor maakte hij op 30 januari 2016 zijn debuut in de Bundesliga, in een met 0–2 gewonnen wedstrijd uit bij Darmstadt 98. Coach André Breitenreiter liet hem die dag in de 89e minuut invallen voor Leroy Sané. Hij mocht dat jaar nog twaalf competitiewedstrijden meedoen, maar voornamelijk als invaller. Nadat Markus Weinzierl in juni 2016 aantrad als nieuwe coach, namen zijn speelkansen toe. Nadat Weinzierl een jaar later weer vertrok, werd er weer minder gebruik van hem gemaakt.

## Clubstatistieken
| Seizoen     | Club                 | Competitie          | Competitie | Competitie | Beker | Beker | Internationaal | Internationaal | Totaal | Totaal |
| Seizoen     | Club                 | Competitie          | Wed.       | Dlp.       | Wed.  | Dlp.  | Wed.           | Dlp.           | Wed.   | Dlp.   |
| ----------- | -------------------- | ------------------- | ---------- | ---------- | ----- | ----- | -------------- | -------------- | ------ | ------ |
| 2012/13     | FC Bayern München II | Regionalliga Bayern | 29         | 11         | –     | –     | –              | –              | 29     | 11     |
| 2013/14     | FC Bayern München II | Regionalliga Bayern | 36         | 11         | –     | –     | –              | –              | 36     | 11     |
| 2014/15     | 1. FC Nürnberg       | 2. Bundesliga       | 32         | 5          | 1     | 0     | –              | –              | 33     | 5      |
| 2015/16     | 1. FC Nürnberg       | 2. Bundesliga       | 19         | 6          | 3     | 0     | –              | –              | 22     | 6      |
| 2015/16     | FC Schalke 04        | Bundesliga          | 13         | 3          | 0     | 0     | 2              | 0              | 15     | 3      |
| 2016/17     | FC Schalke 04        | Bundesliga          | 28         | 6          | 4     | 1     | 10             | 1              | 42     | 8      |
| 2017/18     | FC Schalke 04        | Bundesliga          | 15         | 0          | 4     | 0     | –              | –              | 19     | 0      |
| 2018/19     | FC Schalke 04        | Bundesliga          | 15         | 1          | 2     | 0     | 4              | 1              | 21     | 2      |
| 2019/20     | FC Schalke 04        | Bundesliga          | 8          | 0          | 2     | 1     | –              | –              | 10     | 1      |
| Club totaal | Club totaal          | Club totaal         | 195        | 43         | 16    | 2     | 16             | 2              | 227    | 47     |

Bijgewerkt op 6 februari 2020

## Interlandcarrière
Schöpf kwam uit voor diverse Oostenrijkse nationale jeugdelftallen. Hij debuteerde in 2013 in Oostenrijk –21, waarvoor hij twintig interlands speelde. Schöpf maakte op 26 maart 2016 zijn debuut in het Oostenrijks voetbalelftal, in een met 2–1 gewonnen oefeninterland tegen Albanië. Zijn eerste interlanddoelpunt volgde op 31 mei 2013. Hij maakte toen de 2–0 in een met 2–1 gewonnen oefeninterland tegen Malta. Schöpf behoorde drie jaar later tot de Oostenrijkse selectie van bondscoach Marcel Koller die deelnam aan het EK 2016 in Frankrijk, zijn eerste eindtoernooi. Oostenrijk en hij werden in de groepsfase uitgeschakeld na nederlagen tegen Hongarije (0–2) en IJsland (1–2) en een gelijkspel tegen Portugal (0–0). Schöpf maakte in de wedstrijd tegen het IJslands elftal zijn tweede interlanddoelpunt; Arnór Ingvi Traustason maakte in de blessuretijd desondanks de winnende 2–1 voor IJsland.
1 Hoffmann ·
2 Sánchez ·
4 Noode ·
5 Murkin ·
6 Schallenberg ·
7 Seguin ·
8 Younes ·
9 Sylla ·
11 Lasme ·
14 Bachmann ·
15 Højlund ·
16 Zalazar ·
17 Gantenbein ·
18 Antwi-Adjei ·
19 Karaman  ·
21 Wasinski ·
22 Cissé ·
23 Aydın ·
24 Hamache ·
26 Kalas ·
27 Tempelmann ·
28 Heekeren ·
29 Mohr ·
30 Donkor ·
31 Bulut ·
34 Langer ·
35 Kamiński ·
37 Grüger ·
Coach: Van Wonderen
· Assistent-coach: Balette
· Assistent-coach: Molenaar
· Assistent-coach: Sam
1 Almer ·
2 Garics ·
3 Dragović ·
4 Hinteregger ·
5 Fuchs ·
6 Ilsanker ·
7 Arnautović ·
8 Alaba ·
9 Okotie ·
10 Junuzović ·
11 Harnik ·
12 Lindner ·
13 Suttner ·
14 Baumgartlinger ·
15 Prödl ·
16 Wimmer ·
17 Klein ·
18 Schöpf ·
19 Hinterseer ·
20 Sabitzer ·
21 Janko ·
22 Jantscher ·
23 Özcan ·
Coach: Koller
1 A. Schlager ·
2 Ulmer ·
3 Dragović ·
4 Hinteregger ·
5 Posch ·
6 Ilsanker ·
7 Arnautović ·
8 Alaba ·
9 Sabitzer ·
10 Grillitsch ·
11 Gregoritsch ·
12 Pervan ·
13 Bachmann ·
14 Baumgartlinger  ·
15 Lienhart ·
16 Trimmel ·
17 Schaub ·
18 Schöpf ·
19 Baumgartner ·
20 Onisiwo ·
21 Lainer ·
22 Lazaro ·
23 X. Schlager ·
24 Laimer ·
25 Kalajdžić ·
26 Friedl ·
Coach: Foda